# Deuteroxorides elevator
Deuteroxorides elevator är en stekelart som först beskrevs av Georg Wolfgang Franz Panzer 1799.  Deuteroxorides elevator ingår i släktet Deuteroxorides, och familjen brokparasitsteklar. Arten är reproducerande i Sverige. Utöver nominatformen finns också underarten D. e. nigrifacies.